# Anna Comnena Angelina
Anna Comnena Angelina (in greco Άννα Κομνηνή Αγγελίνα?; circa 1176 – 1212) è stata un'imperatrice bizantina dell'Impero di Nicea. Era la figlia dell'imperatore bizantino Alessio III Angelo e di Eufrosina Ducena Camatera.

## Biografia
Il suo primo matrimonio fu con il sebastokratōr Isacco Comneno Vatatze, un pronipote dell'imperatore Manuele I Comneno; la coppia ebbe una figlia, Teodora Angelina. Poco dopo che il padre di Anna divenne imperatore, nel 1195, Isacco Comneno fu inviato a sedare la rivolta di Asen e Pietro scoppiata in terra bulgara e valacca. Fu tuttavia catturato, divenendo una pedina nelle mani delle fazioni rivali bulgare e valacche e morendo infine in catene.
Il suo secondo matrimonio con Teodoro I Lascaris, futuro imperatore di Nicea, venne celebrato in congiuntamente con il matrimonio della sorella di Anna, Irene, con Alessio Paleologo all'inizio del 1200.

## Discendenza
Anna e Isacco ebbero una figlia:
- Teodora Angelina, fidanzata prima con Ivanko di Bulgaria, poi con Dobromir Chrysos, ed infine Leopoldo VI, duca d'Austria.

Anna e Teodoro ebbero tre figlie e due figli morti in giovane età:
- Nicola Lascaris (morto nel 1212 circa)
- Giovanni Lascaris (morto nel 1212 circa)
- Irene Lascarina, che sposò prima il generale Andronico Paleologo e poi Giovanni III Vatatze
- Maria Lascarina, che sposò il re Béla IV d'Ungheria
- Eudossia Lascarina (nata tra il 1210 e il 1212, morta tra il 1247 e il 1253), fidanzata con Roberto I, imperatore latino, sposò prima e divorziò Federico II, futuro duca d'Austria, poi (verso il 1230) Anseau de Cayeux, futuro reggente dell'Impero latino.

## Ascendenza
|                           |                   |                 | Genitori          |  |  | Nonni |  |  | Bisnonni          |  |  | Trisnonni |  |
|                           |                   |                 |                   |  |  |       |  |  | Costantino Angelo |  |  | …         |  |
|                           |                   |                 |                   |  |  |       |  |  | Costantino Angelo |  |  | …         |  |
|                           |                   | …               |                   |  |  |       |  |  | Costantino Angelo |  |  |           |  |
| Andronico Ducas Angelo    |                   |                 |                   |  |  |       |  |  | Costantino Angelo |  |  |           |  |
|                           |                   | Teodora Comnena | Alessio I Comneno |  |  |       |  |  |                   |  |  |           |  |
|                           |                   | Teodora Comnena | Alessio I Comneno |  |  |       |  |  |                   |  |  |           |  |
|                           |                   | Teodora Comnena | Irene Ducaena     |  |  |       |  |  |                   |  |  |           |  |
| Alessio III Angelo        |                   | Teodora Comnena |                   |  |  |       |  |  |                   |  |  |           |  |
|                           |                   | …               | …                 |  |  |       |  |  |                   |  |  |           |  |
|                           |                   | …               | …                 |  |  |       |  |  |                   |  |  |           |  |
|                           |                   | …               | …                 |  |  |       |  |  |                   |  |  |           |  |
| Eufrosina Castamonitissa  |                   | …               |                   |  |  |       |  |  |                   |  |  |           |  |
|                           |                   | …               | …                 |  |  |       |  |  |                   |  |  |           |  |
|                           |                   | …               | …                 |  |  |       |  |  |                   |  |  |           |  |
|                           |                   | …               | …                 |  |  |       |  |  |                   |  |  |           |  |
| Anna Comnena Angelina     |                   | …               |                   |  |  |       |  |  |                   |  |  |           |  |
|                           | Gregorio Camatero | …               |                   |  |  |       |  |  |                   |  |  |           |  |
|                           | Gregorio Camatero | …               |                   |  |  |       |  |  |                   |  |  |           |  |
|                           | Gregorio Camatero | …               |                   |  |  |       |  |  |                   |  |  |           |  |
| Andronico Camatero        | Gregorio Camatero |                 |                   |  |  |       |  |  |                   |  |  |           |  |
|                           |                   | Irene Ducaina   | …                 |  |  |       |  |  |                   |  |  |           |  |
|                           |                   | Irene Ducaina   | …                 |  |  |       |  |  |                   |  |  |           |  |
|                           |                   | Irene Ducaina   | …                 |  |  |       |  |  |                   |  |  |           |  |
| Eufrosina Ducena Camatera |                   | Irene Ducaina   |                   |  |  |       |  |  |                   |  |  |           |  |
|                           |                   | …               | …                 |  |  |       |  |  |                   |  |  |           |  |
|                           |                   | …               | …                 |  |  |       |  |  |                   |  |  |           |  |
|                           |                   | …               | …                 |  |  |       |  |  |                   |  |  |           |  |
| Cantacuzena               |                   | …               |                   |  |  |       |  |  |                   |  |  |           |  |
|                           |                   | …               | …                 |  |  |       |  |  |                   |  |  |           |  |
|                           |                   | …               | …                 |  |  |       |  |  |                   |  |  |           |  |
|                           |                   | …               | …                 |  |  |       |  |  |                   |  |  |           |  |
|                           |                   | …               |                   |  |  |       |  |  |                   |  |  |           |  |